# Groene elenia
De groene elenia (Myiopagis viridicata) is een zangvogel uit de familie Tyrannidae (tirannen).

## Verspreiding en leefgebied
Deze soort komt wijdverspreid voor in Midden- en Zuid-Amerika en telt tien ondersoorten:
- M. v. jaliscensis: zuidwestelijk Mexico.
- M. v. minima: Maria-eilanden.
- M. v. placens: van oostelijk Mexico tot oostelijk Honduras.
- M. v. pacifica: van zuidelijk Mexico tot westelijk Honduras.
- M. v. accola: van Nicaragua tot Panama, noordelijk Colombia en westelijk Venezuela.
- M. v. pallens: noordelijk Colombia.
- M. v. restricta: noordelijk en centraal Venezuela en Guyana.
- M. v. zuliae: uiterste noorden van Venezuela.
- M. v. implacens: zuidwestelijk Colombia en westelijk Ecuador.
- M. v. viridicata: van zuidoostelijk Peru tot oostelijk Bolivia, oostelijk Paraguay, noordelijk Argentinië en zuidoostelijk Brazilië.

## Status
De grootte van de populatie is in 2022 geschat op 0,5-5 miljoen volwassen vogels. Op de Rode lijst van de IUCN heeft deze soort de status niet bedreigd.